# La Cesira
La Cesira är en ort i Argentina.   Den ligger i provinsen Córdoba, i den centrala delen av landet, 400 km väster om huvudstaden Buenos Aires. La Cesira ligger 133 meter över havet och antalet invånare är 1 140.
Terrängen runt La Cesira är mycket platt. Runt La Cesira är det mycket glesbefolkat, med 4 invånare per kvadratkilometer..
Trakten runt La Cesira består till största delen av jordbruksmark.